# Vallecillo (Spanje)
Vallecillo is een gemeente in de Spaanse provincie León in de regio Castilië en León met een oppervlakte van 23,36 km². Vallecillo telt 122 inwoners (1 januari 2016).

## Impressie

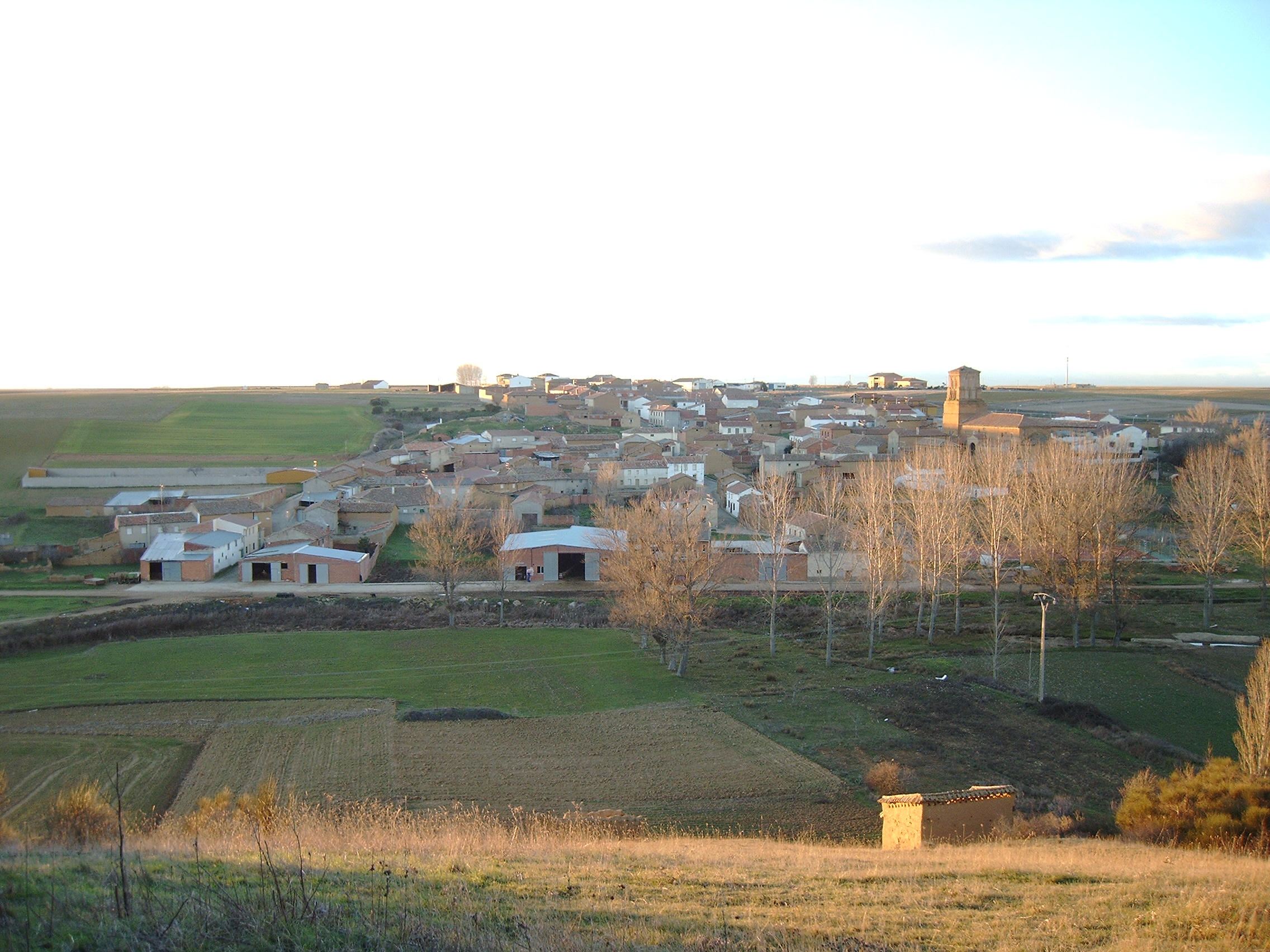
Vallecillo
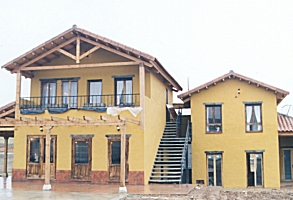
Casa Rural Ana María
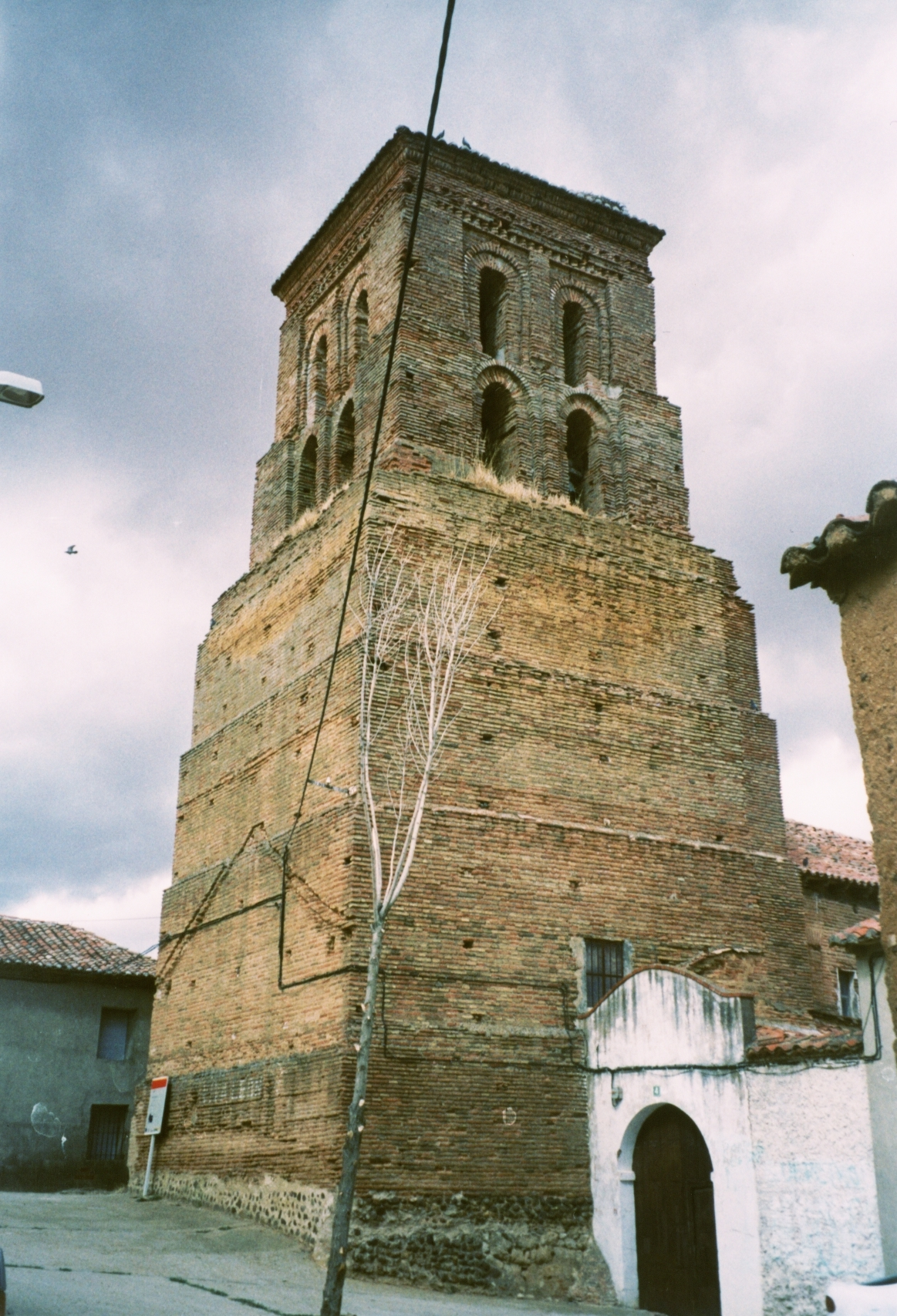
Toren
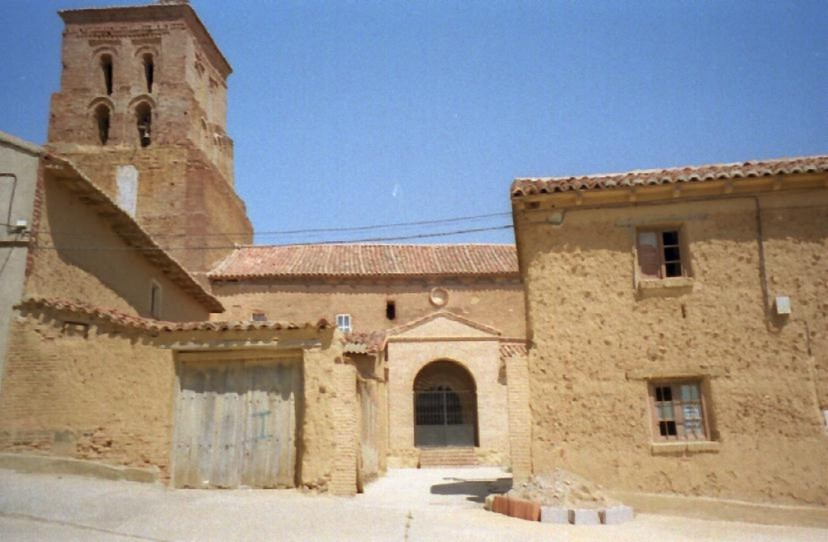
Kerk

## Demografische ontwikkeling
Bron: INE, 1857-2011: volkstellingen
Opm.: In 1857 werd Gordaliza del Pino een zelfstandige gemeente